# ایران در ۲۰۰۲
ایران در ۲۰۰۲ گاه‌شماری از مهم‌ترین رویدادها در سال ۲۰۰۲ در کشور ایران است.

## حاکمان
- مقام معظم رهبری: علی خامنه ای
- رئیس‌جمهور: محمد خاتمی
- نایب رئیس: محمدرضا عارف
- رئیس دادگستری: محمود هاشمی شاهرودی

## رویدادها
- ۱۲ فوریه - پرواز ۹۵۶ ایران ایر تورز در تهران سقوط کرد.
- ۲۲ ژوئن - 6.3 Mw  زمین لرزه بوئین زهرا شمال غرب ایران را با حداکثر شدت مرکالی هشتم (شدید) لرزاند. دویست و شصت و یک نفر کشته و ۱۵۰۰ نفر مجروح شدند.
- ساخت رآکتور هسته ای اولیه ایران در بوشهر با کمک مهندسان روسی آغاز می‌شود.[۱]